# Таужненська сільська рада
| Таужненська сільська рада — колишній орган місцевого самоврядування у Гайворонському районі Кіровоградської області з адміністративним центром у с. Таужне. Сільській раді підпорядковані населені пункти: - с. Таужне - с. Тракт - с. Червоні Маяки |

## Склад ради
Рада складається з 17 депутатів та голови.

### Керівний склад ради
| ПІБ                         | Основні відомості                                                         | Дата обрання | Дата звільнення |
| --------------------------- | ------------------------------------------------------------------------- | ------------ | --------------- |
| Котюжанська Любов Василівна | Сільський голова, 1954 року народження, освіта, позапартійна              | 26.03.2006   | 31.10.2010      |
| Трачук Леонід Іванович      | Сільський голова, 1963 року народження, освіта вища, член Партії регіонів | 31.10.2010   |                 |

Примітка: таблиця складена за даними джерела

## Населення
Згідно з переписом УРСР 1989 року чисельність наявного населення сільської ради становила 2701 особа, з яких 1134 чоловіки та 1567 жінок.
За переписом населення України 2001 року в сільській раді мешкало 2146 осіб.

### Мова
Розподіл населення за рідною мовою за даними перепису 2001 року:
| Мова       | Відсоток |
| ---------- | -------- |
| українська | 98,70 %  |
| російська  | 0,88 %   |
| молдовська | 0,32 %   |
| білоруська | 0,09 %   |